# (3044) Saltykov
(3044) Saltykov (1983 RE3; 1978 NS3; 1978 QG; 1979 XP1) ist ein ungefähr 24 Kilometer großer Asteroid des äußeren Hauptgürtels, der am 20. September 1982 von den sowjetischen Astronomen Natalja Witaljewna Metlowa und N. E. Kurotschkin am Krim-Observatorium (Zweigstelle Nautschnyj) auf der Halbinsel Krim (IAU-Code 095) entdeckt wurde.

## Benennung
(3044) Saltykov wurde nach Nikita Saltykow (1893–1946) benannt, dem Großvater der Entdeckerin Natalja Witaljewna Metlowa, der als Gemüsebauer in den Regionen Jaroslawl und Ural bekannt war.